# 1.ª División Antiaérea
La 1.ª División Antiaérea (1. Flak-Division) fue una unidad antiaérea de la Luftwaffe durante la Segunda Guerra Mundial.

## Historia
A mediados de agosto de 1940 la 1.ª División Antiaérea de Berlín se componía de 19 pesadas, 12 medias y ligeras y 8 baterías de proyectores y por tanto solo una fracción se le integran 60 pesadas, 36 medias y ligeras, 17 baterías de proyectores, 6 baterías de barreras de globos y 9 compañías ligeras de ametralladoras antiaéreas. Tras el inicio de los bombardeos en Berlín llevados a cabo por los británicos en agosto de 1940, luego comenzó a intensificar la protección antiaérea de Berlín rápidamente. Formado 1 de septiembre de 1941 en Berlín W15 del 1.º Comando de Defensa Aérea. El 31 de diciembre de 1941 había 51 pesadas, 49 medias y ligeras, 26 baterías de proyectores listo para su uso. El 13 de enero de 1943, la fuerza de la división se componía de 75 pesadas, 49 medias y ligeras, 49 baterías de proyectores. La fuerza absoluta de la división se logró en enero de 1944 con 104 pesadas, 25 medias y ligeras, 35 baterías de proyectores. Este número disminuyó a finales, tras los encargos al frente de 57 pesadas, 2 medias y ligeras, 20 baterías de proyectores y 5 compañías de nieblas. A principios de febrero de 1945 la 1.ª División Antiaérea, para el Comandante de Berlín es enviado para la defensa aérea, fue puesto bajo el III Comando Administrativo Aéreo. El 16 de abril de 1945 fue subordinado por el II Cuerpo Antiaérero. La división participó en la Batalla de Berlín, y el 2 de mayo de 1945 es destruida totalmente.

## Comandantes
- Teniente General Ludwig Schilffarth - (1 de septiembre de 1941 - 20 de enero de 1943)
- Mayor general Max Schaller - (20 de enero de 1943 - 9 de febrero de 1944)
- Teniente General Erich Kressmann - (10 de febrero de 1944 - 5 de noviembre de 1944)
- Mayor general Kurt von Ludwig - (5 de noviembre de 1944 - 15 de noviembre de 1944)
- Mayor general Otto Sydow - (15 de noviembre de 1944 - 2 de mayo de 1945)*

### Jefe de Operaciones (Ia)
- Major Friedrich Herzberg, (? - febrero de 1944)
- Teniente coronel Kurt Helmut Fischer - 1944 - septiembre de 1944)
- Mayor Karl Götze - (4 de octubre de 1944 - enero de 1945)
- Mayor Jantzen - (8 de enero de 1945 - febrero de 1945)
- Capitán Heinmz Berger - (febrero de 1945 - abril de 1945)
- Capitán Alfred Tuch - (abril de 1945 - mayo de 1945)

Otto Sydow se convirtió en prisionero de guerra el 2 de mayo de 1945*

## Área de Operaciones

### 1941
| Fecha      | Cuerpos Aéreos/Cuerpos Antiaéreos | Comandos de los Distritos Aéreos/Flotas Aéreas | Lugar  |
| septiembre | -                                 | -                                              | Berlín |

### 1942
| Fecha      | Cuerpos Aéreos/Cuerpos Antiaéreos | Comandos de los Distritos Aéreos/Flotas Aéreas | Lugar  |
| 1 de enero | -                                 | III Comando del Distrito Aéreo                 | Berlín |

### 1943
| Fecha      | Cuerpos Aéreos/Cuerpos Antiaéreos | Comandos de los Distritos Aéreos/Flotas Aéreas | Lugar  |
| 1 de enero | -                                 | III Comando del Distrito Aéreo                 | Berlín |

### 1944
| Fecha      | Cuerpos Aéreos/Cuerpos Antiaéreos | Comandos de los Distritos Aéreos/Flotas Aéreas | Lugar  |
| 1 de enero | -                                 | III Comando del Distrito Aéreo                 | Berlín |

### 1945
| Fecha       | Cuerpos Aéreos/Cuerpos Antiaéreos | Comandos de los Distritos Aéreos/Flotas Aéreas       | Lugar  |
| 1 de enero  | -                                 | III Comando del Distrito Aéreo                       | Berlín |
| febrero     | -                                 | Comandante de Berlín/III Comando del Distrito Aéreo* | Berlín |
| 16 de abril | II Cuerpo Antiaéreo               | Comando de la Fuerza Aérea Nordeste                  | Berlín |
| mayo        | -                                 | -                                                    | Berlín |

## Orden de Batalla
Organización del 1 de septiembre de 1941. Lo principal del cuartel general en Berlín NW87 Búnker Antiaéreo Zoo, que se organizó el 1 de septiembre de 1941:
- 22.º Regimiento Antiaéreo (o) (Grupo Antiaéreo Berlín Sudeste)
- 53.º Regimiento Antiaérero (o) (Grupo Antiaéreo Berlín Noroeste)
- 82.º Regimiento Antiaéreo (o) (Grupo Antiaéreo de proyectores Berlín)
- 121.ª División Aérea de Comunicaciones

Reorganizado en octubre de 1942(?)
- 22.º Regimiento Antiaéreo (o) (Grupo Antiaéreo Berlín Sur) en Berlín-Lankwitz
- 53.º Regimiento Antiaérero (o) (Grupo Antiaéreo Berlín Norte) en Berlín-Heiligensee
- 126.º Regimiento Antiaéreo (o) (Grupo Antiaéreo Berlín Occidental) en Berlín-Reinickendorf
- 82.º Regimiento Antiaéreo (o) (Grupo Antiaéreo de proyectores Berlín) en Berlín W15.
- 121.ª División Aérea de Comunicaciones

El 172.º Regimiento Antiaéreo (Grupo Antiaéreo Berlín Orinetal) se agregó en febrero de 1943.
Organización del 1 de noviembre de 1943
- 22.º Regimiento Antiaéreo (o) (Grupo Antiaéreo Berlín Sur) en Berlín-Lankwitz
- 53.º Regimiento Antiaérero (o) (Grupo Antiaéreo Berlín Norte) en Berlín-Heiligensee
- 126.º Regimiento Antiaéreo (o) (Grupo Antiaéreo Berlín Occidental) en Berlín-Reinickendorf
- 172.º Regimiento Antiaéreo (Grupo Antiaéreo Berlín Oriental) en Berlín NW7
- 82.º Regimiento Antiaéreo (o) (Grupo Antiaéreo de proyectores Berlín) en Berlín W15.
- III./29.ª Batería Ligera de Alarma
- 121.ª División Aérea de Comunicaciones

El 172.º Regimiento Antiaéreo se trasladó a Stettin en junio de 1944, y nunca fue reemplazado, en su lugar se convirtió en el Grupo Antiaéreo Occidental siendo después Grupo Antiaéreo Oriental.
Organización del 1 de agosto de 1944
- 22.º Regimiento Antiaéreo (o) (Grupo Antiaéreo Berlín Sur) en Berlín-Lankwitz
- 53.º Regimiento Antiaérero (o) (Grupo Antiaéreo Berlín Norte) en Berlín-Heiligensee
- 126.º Regimiento Antiaéreo (o) (Grupo Antiaéreo Berlín Oriental) en Berlín-Reinickendorf
- 82.º Regimiento Antiaéreo (o) (Grupo Antiaéreo de Proyectores Berlín) en Berlín W15
- III./23.ª Batería de Transporte Antiaéreo
- III./24.ª Batería de Transporte Antiaéreo
- IV./122.ª Batería de Transporte Antiaéreo
- IV./126.ª Batería de Transporte Antiaéreo
- 121.ª División Aérea de Comunicaciones

El 72.º Regimiento Antiaéreo (Eisb.) se une a la división en octubre de 1944.
Organización del 1 de diciembre de 1944:
- 22.º Regimiento Antiaéreo (o) (Grupo Antiaéreo Berlín Sur) en Berlín-Lankwitz
- 53.º Regimiento Antiaérero (o) (Grupo Antiaéreo Berlín Norte) en Berlín-Heiligensee
- 126.º Regimiento Antiaéreo (o) (Grupo Antiaéreo Berlín Oriental) en Berlín-Reinickendorf
- 82.º Regimiento Antiaéreo (o) (Grupo Antiaéreo de Proyectores Berlín) en Berlín W15
- 72.º Regimiento Antiaéreo (Eisb.) en Berlín
- III./24.ª Batería de Transporte Antiaéreo
- IV./122.ª Batería de Transporte Antiaéreo
- IV./126.ª Batería de Transporte Antiaéreo
- 121.ª División Aérea de Comunicaciones

## Subordinado
| septiembre de 1941 - abril de 1945 | III Comando Administrativo Aéreo |
| abril de 1945                      | II Cuerpo Antiaéreo              |